# Eshkalān
Eshkalān (persiska: اشکلان) är en ort i Iran.   Den ligger i provinsen Gilan, i den nordvästra delen av landet, 260 km nordväst om huvudstaden Teheran. Eshkalān ligger 29 meter över havet och antalet invånare är 597.
Terrängen runt Eshkalān är platt åt nordost, men åt sydväst är den kuperad. Runt Eshkalān är det ganska tätbefolkat, med 120 invånare per kvadratkilometer. Närmaste större samhälle är Fūman, 6,2 km sydost om Eshkalān. Trakten runt Eshkalān består till största delen av jordbruksmark.